# Magnox
Das Akronym Magnox bezeichnet das Hüllrohrmaterial der Natururan-Brennstäbe, die in den britischen Magnox-Reaktoren eingesetzt werden. Magnox ist nicht zu verwechseln mit MOX-Brennelementen.
Magnox (magnesium non oxidizing) ist eine Knetlegierung aus 99 % Magnesium und 1 % an Zusätzen von Aluminium, Beryllium, Calcium, Eisen, Mangan, Nickel, Blei und Zinn.
Sondertypen enthalten bis zu 0,6 % Zirconium (in Frankreich) oder höhere Zinkanteile.
Der Schmelzpunkt der Magnoxlegierungen liegt zwischen 645 und 650 °C. Um eine chemische Reaktion mit dem Kühlgas Kohlendioxid zu verhindern, sollte die Oberflächentemperatur 470 °C nicht überschreiten. Diese geringen Hüllrohrbelastungen bedeuten recht niedrige Leistungsdichten und Carnot-Wirkungsgrade bei den Magnox-Reaktoren. Entsprechend niedrig ist die Wirtschaftlichkeit dieser Leistungsreaktoren. Auch schmelzen solche Brennstäbe schneller, wenn sie wegen eines Störfalls nicht mehr ausreichend gekühlt werden können (siehe auch Kernschmelze).
Ein Grund für die Wahl dieses Materials war der niedrige Wirkungsquerschnitt für Neutroneneinfang ohne Verwendung des teureren Zirconium. Dadurch war es beim Magnox-Reaktor möglich, ohne schweres Wasser einen Natururanreaktor zu betreiben. Dies war vor allem deswegen erwünscht, da Urananreicherung zunächst exklusiv in den USA betrieben wurde und diese nicht zum Technologietransfer bereit waren. Dazu kam, dass das damals angewandte Verfahren der Anreicherung mittels Gasdiffusion enorm energieintensiv und teuer ist. Ähnliche Überlegungen führten in Kanada zum Bau der Schwerwasserreaktoren vom Typ CANDU, welche ebenfalls ohne Urananreicherung auskommen.
Ein Nachfolger der Magnox-Reaktoren ist der in Großbritannien entwickelte Advanced Gas-cooled Reactor (AGR). Er verwendet leicht angereichertes Urandioxid statt Uranmetall als Brennstoff. Dies ermöglicht höhere Leistungsdichten und Kühlmittelaustrittstemperaturen und damit einen höheren thermischen Wirkungsgrad. Da Urananreicherung inzwischen verbreiteter und erschwinglicher geworden war, galt der Verzicht auf den Betrieb mit Natururan als verschmerzbar. Anders als Frankreich, welches den vergleichbaren UNGG durch Leichtwasserreaktoren nach US-amerikanischen Vorbild ersetzte, setzte Großbritannien weiter auf graphitmoderierte Reaktoren mit CO2-Kühlung. Ein Grund waren die im Vergleich zu wassergekühlten Reaktoren höheren erreichbaren Temperaturen, welche vergleichbar mit jenen, die von zeitgenössischen Kohlekraftwerken erreicht wurden, sind.